# Phelister thiemei
Phelister thiemei är en skalbaggsart som beskrevs av Schmidt 1889. Phelister thiemei ingår i släktet Phelister och familjen stumpbaggar. Inga underarter finns listade i Catalogue of Life.